# Cerisola
Cerisola (Cirixöa o Cirixöra nel dialetto locale, Cerjöra in ligure garessino) è una frazione italiana di Garessio.

## Geografia fisica
La frazione è situata in Piemonte oltre lo spartiacque padano-ligure in Val Neva, dunque geograficamente in territorio ligure.
La frazione dista solo 23 km da Albenga (SV) e dal mar Ligure. La frazione è divisa da Garessio dal Colle San Bernardo (957 m) che divide lo spartiacque padano da quello ligure e dista da Garessio 14 km.

## Popolazione
La popolazione cerisolese parla un dialetto ligure di tipo ingauno, simile a quello parlato in Albenga e quindi diverso dal dialetto di Garessio, che pur appartenendo alle parlate liguri reca un discreto numero di apporti piemontesi. 

## Storia

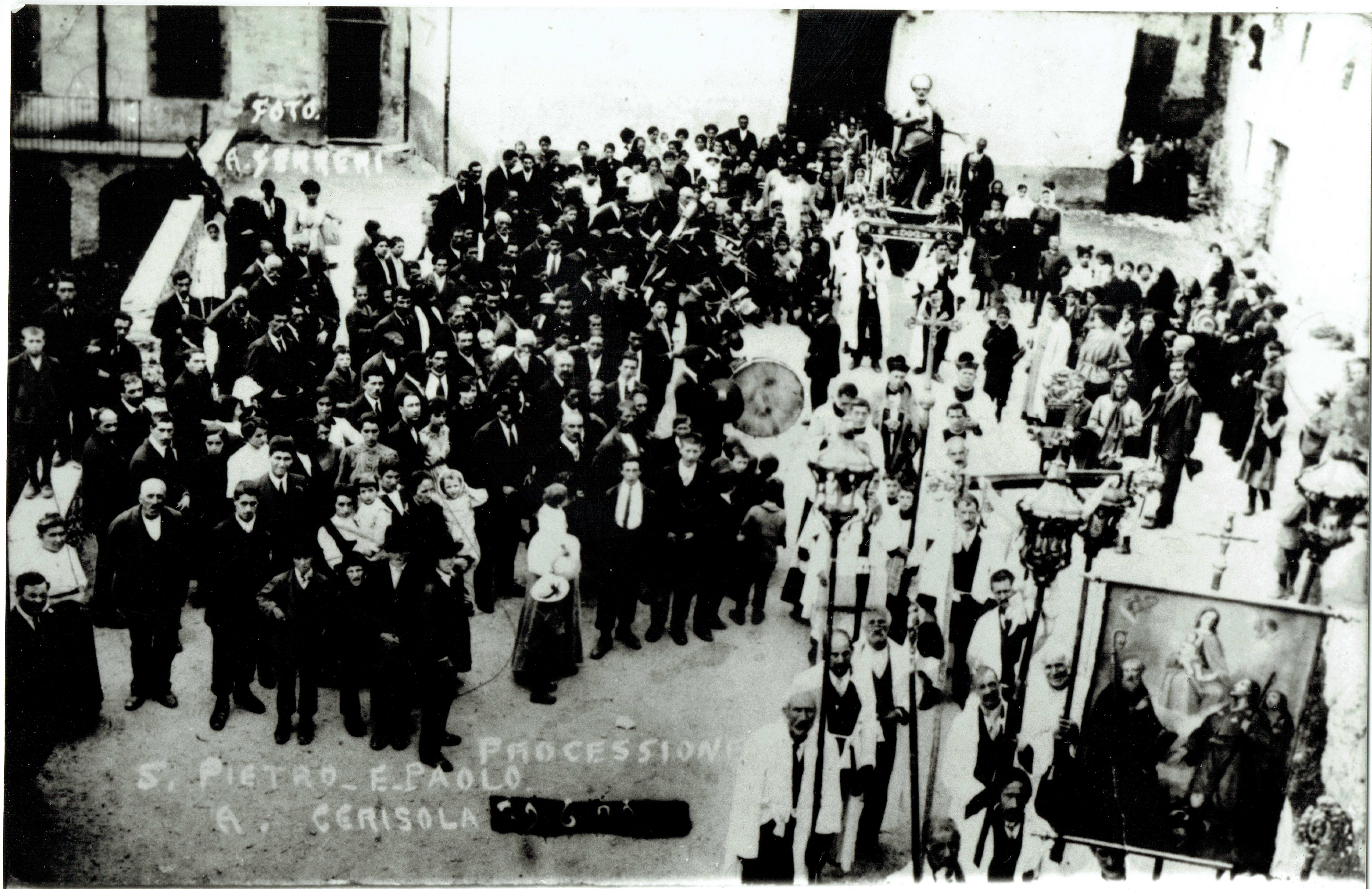
Processione di San Pietro e Paolo a Cerisola 1906, con il Cristo della confraternita

L'insediamento di Cerisola nacque sulla strada romana che collegava Albenga a Garessio, poi durante il medioevo il Papa regala il castello di Cerisola ai monaci benedettini dell'isola Gallinara, nei pressi di Albenga.
Fu parte della Diocesi di Albenga fino al 1803; quando passò a quella di Mondovì.

## Architetture religiose

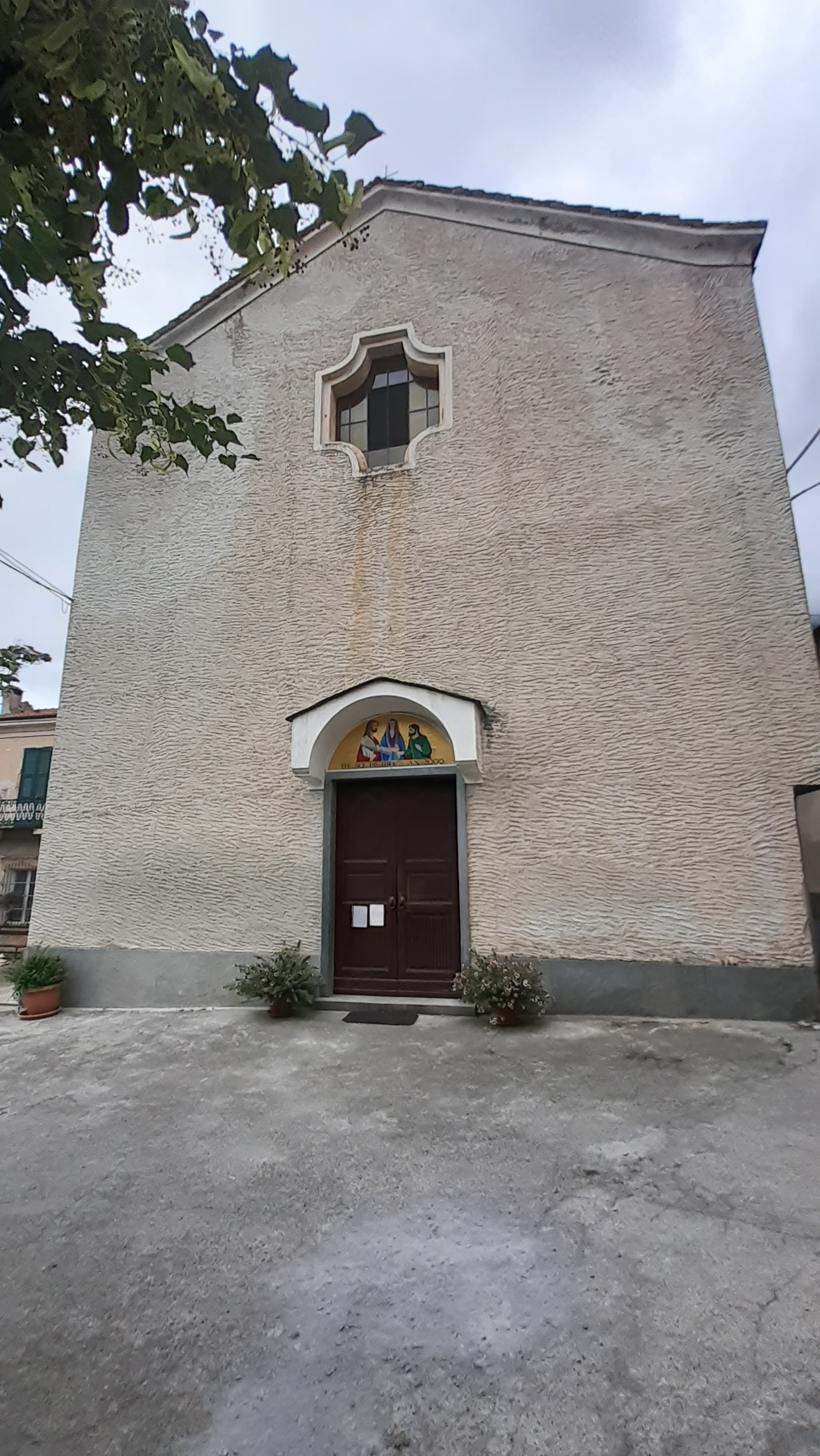
La parrocchiale di San Pietro

Nella frazione ci sono sei chiese (San Benedetto, Maria Maddalena, San Sebastiano, Invenzione San Croce, Natività di San Giovanni Battista, Natività di Maria Vergine) e la parrocchiale di San Pietro, la prima pietra della parrocchiale venne posata il 7 maggio 1645. Tutte le chiese dipendono dall'Unità Pastorale Valtanaro, parte della diocesi di Mondovì e sotto la Regione ecclesiastica Piemonte.

## Borgate
Cerisola è divisa in 3 borgate:
- Roà (in ligure Roà), la prima arrivando da Albenga
- Croce (in ligure A Cröxe), la seconda arrivando da Albenga e quella intermedia alla frazione
- Chiesa (in ligure A Gexa), comprendente le case intorno alla chiesa parrocchiale di San Pietro